# Deep house
Deep house är en genre inom housemusiken. Stilen har ofta ett relativt långsamt tempo jämfört med annan house. Soundet i deep house är ofta mjukare, djupare och mer atmosfäriskt än i traditionell house, med mer svepande ljud och mindre betonade trumljud. 
Deep house är tydligt jazz-influerad och innehåller också element från soul och funk. En del deep house-artister hämtar även inspiration från exempelvis brasiliansk och afrikansk musik. 

## Exempel på deep house-artister
- Marshall Jefferson
- Larry Heard
- Frankie Knuckles
- Jori Hulkkonen
- Milton Jackson
- Shadow Child
- Felix Jaehn